# ماهر زین
ماهر زین (به انگلیسی: Maher Zain) یک خواننده سوئدی-لبنانی و تولیدکننده آثار موسیقی با هویت لبنانی است. نخستین آلبوم وی به نام Thank You Allah شامل ۱۳ قطعه و ۲ آهنگ هدیه در ۱ نوامبر ۲۰۰۹ منتشر شد. نماهنگهای وی در یوتیوب  در مجموع بیش از ۱۰ میلیون بازدید به خود جذب کرده‌است.

## زندگینامه

### در ابتدا
ماهر زین در سال ۱۹۸۲ در لبنان به دنیا آمد. وقتی که ماهر فقط ۸ سال سن داشت خانواده‌اش به سوئد، جایی که وی تحصیلاتش را در آنجا ادامه داد مهاجرت کردند. ماهر نخستین کیبورد خود را در حالی که فقط ۱۰ سال بیشتر نداشت گرفت. وی بعدها وارد دانشگاه شد و مدرک لیسانس خود را در رشته مهندسی هوافضا اخذ کرد. در طول سال‌های نوجوانی، او دوست داشت شب‌ها تا دیروقت در مدرسه با دوستانش بخواند، رپ اجرا کند، آهنگ سازی کند و هرچیزی را در موسیقی مورد آزمایش قرار دهد.

### دوران زندگی
بعد از آنکه مدتی در صحنه موسیقی به عنوان یک تولیدکننده آثار موسیقی فعالیت کرد، ماهر به نادر خیاط (معروف به رد وان (به انگلیسی: RedOne)) که یکی از تولیدکنندگان آثار موسیقی در صحنه موسیقی سوئد است، معرفی شد. ماهر با رد وان شروع به کار کرد و بعدها به نیویورک نقل مکان کرد. ماهر زین آرزوی اینکه بتواند روزی خواننده شود را در ذهن داشت اما او احساس کرد که این کار از آنچه که وی رویا می خواند دور است ، او در این باره می گوید:(( من موسیقی را دوست دارم اما از آنچه که در اطراف موسیقی است متنفرم ! من همیشه احساس می کردم که یک چیز درست نیست . )) او در بازگشت دوباره اش به سوئد ایمانش به اسلام بیش از پیش قوی تر شد و تصمیم گرفت که از یک تولید کننده موسیقی به یک خواننده و آهنگ ساز مذهبی تبدیل شود.
در ژانویه ۲۰۰۹، ماهر زین کار خود را طبق قراردادی با Awakening Records بر روی آلبومی آغاز کرد. نخستین الهام بخش ماهر در امر موسیقی پدرش بود، کسی که خود خواننده ای محلی در شهر مدیترانه ای طرابلس لبنان بود.

### کنسرت ها
ماهر کنسرت رایگانی را در بحرین و همینطور کنسرت بهاره‌ای را در دانشگاه آمریکایی قاهره در مصر اجرا کرد. وی کنسرت‌هایی نیز در کانادا توسط بنیاد Islamic Relief برگزار کرده‌است.ماهر زین، پس از عرضه آلبوم Forgive Me، به برگزاری کنسرت‌هایی در امارات متحده عربی، کویت و لبنان و سپس در چند کشور اروپایی از جمله آلمان،هلند، بلژیک، بریتانیا اقدام کرده‌است  .

## آثار
ماهر زین تاکنون سه آلبوم به نام‌های تشکر از تو خدا (Thank You Allah) ، مرا ببخش (Forgive Me) و یک (One) منتشر کرده‌است.
- آلبوم تشکر از تو خدا [۴][۵]

آلبوم Thank You Allah در ۱ نوامبر ۲۰۰۹ با مشارکت Awakening Records منتشر شد. این آلبوم پس از مدت کوتاهی به پر فروش‌ترین محصول سایت آمازون و یکی از ۹ آهنگ برتر شرکت R&B تبدیل شد. در این آلبوم ماهر زین تلاش کرده‌است تا آهنگ‌های R&B را با نشیدهای اسلامی ترکیب کند که در کل این آلبوم علاوه بر موسیقی اسلامی دارای ریتم پاپ نیز می‌باشد.بیشتر مضامین این آلبوم به سپاس و ستایش خداوند می‌پردازد.آلبوم Thank You Allah شامل ۱۳ قطعه آهنگ و ۲ قطعه هدیه می‌باشد .
فهرست آهنگ‌های آلبوم تشکر از تو خدا
| شماره | عنوان                                | زمان |
| ----- | ------------------------------------ | ---- |
| ۱     | Always Be There                      | ۴:۳۸ |
| ۲     | Ya Nabi Salam Alayka                 | ۴:۵۹ |
| ۳     | Insha Allah                          | ۴:۳۱ |
| ۴     | Palestine Will Be Free               | ۴:۵۵ |
| ۵     | Thank You Allah                      | ۵:۳۱ |
| ۶     | Allahi Allah Kiya Karo               | ۵:۱۴ |
| ۷     | The Chosen One                       | ۳:۵۴ |
| ۸     | Baraka Allahu Lakuma                 | ۴:۳۰ |
| ۹     | For the Rest of My Life              | ۳:۵۴ |
| ۱۰    | Hold My Hand                         | ۴:۰۶ |
| ۱۱    | Awaken                               | ۴:۴۳ |
| ۱۲    | Subhana Allah (به همراه مسعود کرتیس) | ۴:۵۵ |
| ۱۳    | Open Your Eyes                       | ۴:۲۶ |
| ۱۴    | Ya Nabi (نسخه عربی)                  | ۴:۵۹ |
| ۱۵    | Thank You Allah (نسخه بی کلام)       | ۵:۲۸ |

- آلبوم مرا ببخش [۵][۶]

آلبوم بعدی او Forgive Me نام دارد که در تاریخ ۲ آوریل ۲۰۱۲ بعد از موفقیت‌های چشم گیر آلبوم Thank You Allah عرضه شد. این آلبوم شامل ۱۴ قطعه آهنگ و آهنگ هدیه Number One For Me می‌باشد.او همچنین آلبوم سومش را در سال ۲۰۱۶ به نام One منتشر کرد.همچنین در سال ۲۰۱۵ او با همکاری عرفان مکی، مسعود کرتیس و رائف آلبومی را به نام Singles & Duets منتشر کرد.
 فهرست آهنگ‌های آلبوم مرا ببخش
| شماره | عنوان                          | زمان |
| ----- | ------------------------------ | ---- |
| ۱     | I Love You So                  | ۴:۳۵ |
| ۲     | Number One For Me              | ۴:۱۹ |
| ۳     | Mawlaya (به همراه نسخه عربی)   | ۴:۵۲ |
| ۴     | My Little Girl (همراه آیه زین) | ۴:۳۳ |
| ۵     | Forgive Me                     | ۳:۳۳ |
| ۶     | One Big Family                 | ۴:۰۶ |
| ۷     | Assalamu Alayka                | ۴:۱۳ |
| ۸     | Paradise                       | ۴:۰۶ |
| ۹     | Masha Allah                    | ۳:۵۹ |
| ۱۰    | Radhitu Billahi Rabba          | ۴:۵۶ |
| ۱۱    | Freedom                        | ۳:۴۲ |
| ۱۲    | So Soon                        | ۵:۰۹ |
| ۱۳    | Muhammad (pbuh)                | ۴:۳۷ |
| ۱۴    | Guide Me All the Way           | ۵:۰۲ |
| ۱۵    | Assalamu Alayka (نسخه عربی)    | ۴:۱۴ |

## جایزه ها
در ژانویه ۲۰۱۰ ماهر زین در یک مسابقهٔ موسیقی جایزه رادیو نجوم مصر(بزرگترین رادیو موسیقی مصر)را با آهنگ Ya Nabi Salam Alayka به دست آورد.